# NGC 5191
NGC 5191 في الفهرس العام الجديد، هي مجرة، تقع في كوكبة العذراء. اكتشفت في 5 مايو 1883 .

## روابط خارجية
- NGC 5191 على موقع ويكي سكاي: DSS2, SDSS, GALEX, IRAS, Hydrogen α, X-Ray, Astrophoto, Sky Map, Articles and images